# Lockdown (2005)
Lockdown 2005 fue la primera edición de Lockdown, evento pago por visión anual de lucha libre profesional producido por Total Nonstop Action Wrestling. El evento tuvo lugar el 24 de abril del 2005 en Orlando, Florida.

## Resultados
- Dark match: 3Live Kru (Ron Killings & Konnan) derrotaron a David Young & Lex Lovett y The Naturals (Andy Douglas & Chase Stevens) (con Chris Candido).
  - Killings cubrió a Lovett después de un "Sitout Double Underhook Facebuster".
- Apolo & Sonny Siaki derrotaron a Chris Candido & Lance Hoyt en un Six Sides of Steel match.
  - Siaki cubrió a Hoyt después de un "Top Rope Splash".
  - Después de la lucha, The Naturals salieron y atacaron Hoyt y le aplicaron un "Natural Disaster".
  - Cándido falleció cuatro días después de una cirugía causada por una lesión durante esta lucha.
- Dustin Rhodes derrotó a Bobby Roode (con Coach D'Amore & A-1) en un Two out of Three Falls Six Sides of Steel match.
  - Roode cubrió a Rhodes con un "Small Package".
  - Rhodes cubrió a Roode después de un "Diving Bulldog".
  - Rhodes cubrió a Roode después de golpearlo con una silla de acero.
  - Durante la tercera caída, la lucha se transformó en un Blindford match.
- Shocker derrotó a Matt Bentley (con Trinity), Sonjay Dutt y Chris Sabin (con Traci) en un Xscape match, ganando una oportunidad por el Campeonato de la División X de la TNA
  - Shocker cubrió a Dutt después de un "Corkscrew Elbowdrop".
  - Sabin cubrió a Shane después de un "Cradle Shock".
  - Shocker ganó cuando salió de la jaula.
- Jeff Hardy derrotó a Raven en un Six Sides of Steel Table match.
  - Hardy ganó después de aplicar un Leg Drop desde lo alto de la jaula a Raven a través de dos mesas.
- America's Most Wanted (Chris Harris & James Storm) derrotaron a Team Canada (Petey Williams & Eric Young) (con A-1) en un Six Sides of Steel Strap match reteniendo el Campeonato Mundial en Parejas de la NWA.
  - Storm cubrió a Williams después de un "Death Sentence"
- Christopher Daniels derrotó a Elix Skipper en un Six Sides of Steel match reteniendo el Campeonato de la División X de la TNA.
  - Daniels cubrió a Skipper después de un "Angel's Wings".
- Sean Waltman, Diamond Dallas Page & B.G. James derrotaron a Jeff Jarrett, Monty Brown & The Outlaw en un Lethal Lockdown match.
  - Waltman cubrió a Brown con un "Small Package"
  - Originalmente, Kevin Nash iba a luchar, pero fue sustituido por B.G. James por una lesión.
- A.J. Styles derrotó a Abyss en un Six Sides of Steel match, ganando una oportunidad por el Campeonato Mundial Peso Pesado de la NWA.
  - Styles cubrió a Abyss después de un "Super Sunset Flip Powerbomb" sobre chinchetas